# 真野川 (福島県)
真野川（まのがわ）は、福島県相馬郡飯舘村から南相馬市にかけて流れる河川であり、二級水系真野川水系の本流である。

## 地理
飯舘村北西部、伊達市霊山町との境をなす阿武隈高地三郷森を水源とする。飯舘村北部の前田地区、佐須地区、大倉地区を東流したのち、南相馬市北部の鹿島区を貫き、太平洋へ至る。河口部には真野川漁港が設置されている。上流の飯舘村大倉地区の市村境付近に真野ダムが建設され、ダム湖には「はやま湖」の名がつけられている。

## 災害
- 2019年10月12日には令和元年東日本台風（台風19号）による大雨により支流の上真野川で氾濫が発生した。また、真野ダムでは緊急放流の実施を予定するほどの水位の上昇がみられた。

## 流域の自治体
福島県
- 相馬郡飯舘村
- 南相馬市鹿島区

## 支流
下流より記載
- 潤谷川
- 上真野川
- 大日川
- 北の入川
- 瀬の沢川
- 浜井場沢川
- 木淵川
- 西の沢川
- 西沢川
- 相の沢川
- 梵天沢川
  - 堰場川
- 木戸木川
- 右須川

## 河川施設
- 横峯溜池
- 真野ダム

## 主な橋梁
下流より記載
- 真島橋(福島県道74号原町海老相馬線）
- 下川原橋（一級市道4号）
- 薬師堂橋（二級市道4号）
- 真野川橋（国道6号）
- 真野川橋梁（JR常磐線）
- 鹿島橋（福島県道120号浪江鹿島線）
- 桜木橋（福島県道267号大芦鹿島線）
- 落合橋（一級市道12号）
- 茂手橋（福島県道268号草野大倉鹿島線）
- 降居橋（南相馬市道中128号）
- 車川橋（福島県道164号鹿島日下石線）
- 鍵取橋（二級市道19号）
- 真野川橋（常磐自動車道）
- 御山橋（福島県道34号相馬浪江線）
- 皆原橋（南相馬市道西10号）
- 古川橋（ふるさと林道栃窪橲原線）
- 久保橋（一級市道13号）
- 善並橋（南相馬市道西51号）
- 大倉大橋（飯舘村道蛯沢羽白線）
- 渡戸橋（福島県道268号草野大倉鹿島線）